# (37747) 1996 YS
1996 YS (asteroide 37747) é um asteroide da cintura principal. Possui uma excentricidade de 0.22312840 e uma inclinação de 12.29619º.
Este asteroide foi descoberto no dia 20 de dezembro de 1996 por Takao Kobayashi em Oizumi.